# 渡辺憲
渡辺 憲（わたなべ けん、1982年 7月12日 - ）は日本の実業家、投資家、プロデューサー。

渡邊 憲 Youtube チャンネル
株式会社BUZZ GROUP 代表取締役社長、 株式会社BUZZ FACTORY 代表取締役社長、一般財団法人日本青少年育成機構理事長。

## 経歴
1982年7月12日、広島県呉市出身。
3人兄弟の長男、父親は渡邊譲、母親は渡邊恵美子。
呉市立和庄中学校、崇徳高等学校、広島自動車整備専門学校修了。

## 人物
- カスタムCARチーム「SCAR」を発足し、広島で1番台数の多いカスタムチームを作り上げる。 この時のリーダーシップやマネジメントがいまの会社経営に存分に活かされている。
- 寿司屋、ピザの配達、ガソリンスタンド、カラオケ屋でバイトをしながら、仲間に秘密でボイストレーニングに励む。 音楽に興味を持ってきっかけは尾崎豊。 テレビで見た尾崎豊に感銘を受けて、歌を始めて、作詞作曲も始める。
- その尾崎豊に同じく感銘を受けた当時EXILEのSHUNこと清木場俊介を知り、ファンになる。 2002年現LDHの EXILE entertainmentのオーディションに受け、広島から上京し所属。
- 練習生として、ボイストレーニングとダンスレッスンに励む。 ギター、ピアノ、プルーフハープも演奏。 EXILEのツアーのバックダンサーとして、何度も参加。 そこで、沢山の人を幸せにするエンターテイメントにステージの上で魅了される。
- 2004年西澤修平とボーカルデュオ「TSUMUGI」としてデビュー オリコン9位を記録 テレビ東京　ゴッドタンのエンディングテーマ Mの呪縛　エンディングテーマ 魁　武藤塾レギュラー出演 その他、多数のラジオやTV番組に出演 。
- 沖縄県に路上ライブの長期の武者修行に行ったり、ニューヨークに音楽留学も経験。 しかしこの頃から自分が前に出る事よりも、作詞作曲プロデュースに興味を持ちはじめ、その後、経営やマネジメント側に専念する事を決意。

実業家
2006年演者から裏方に転身する為にTSUMUGIを解散。 起業の方法などを模索してる最中に地元の仲間にホストのバイトをお願いされ、手伝い始めたのがきっかけで、ナイトビジネスのエンターテイメントの可能性を見つける。 2007年に株式会社TSUMUGI CREATIVE JAPANを起業し、プロダクションやLiveBARやダンススクール、飲食店を展開。 株式会社ツムギホールディングスを設立し、事業をホールディングス化させ事業を拡大。 現在のグループ連結のプロデュース店舗は100店舗以上を越える。 中でもACQUA GROUPとSTUDIO BUZZは日本最大級を誇る。 ダンスイベントや、フェスなどを開催する、一般財団法人　日本青少年育成機構の理事長も務める。 理事にはスタークコーポレーションの小西博之も名を連ねる。 同時に埼玉ダンス協会の会長も務める。 経営するプロダクションのBUZZ FACTORYには元DA PUMPのKENやCREAM、CIMBA、石川マリー、畠山有希などが所属。